# ロックマン8 (漫画)
『ロックマン8』（ロックマンエイト）は、出月こーじによる日本の漫画作品。アクションゲームである『ロックマン8 メタルヒーローズ』を原作として、『コミックボンボン』（講談社）にて、1997年2月号から1998年3月号まで連載された。
『ロックマン8』の原作にアレンジを加えて話が展開していく。ほのぼのとしたコミカルな側面も強い。
単行本は2巻まで刊行されているが、『コミックボンボン』誌上で完結はしているものの、話数の関係からか3巻は発売されていない。物語終盤から『ロックマン&フォルテ』へと繋がる構成となっている。
2015年には2011年にウェッジホールディングスから発売されたものを底本とした新装版（復刻版）が刊行された。上巻には村枝賢一の応援メッセージが収録されている。

## 登場キャラクター

### メインキャラクター
ロックマン
平和を愛する心優しいロボットの少年。普段は少年の姿をしているが、事件が起きれば戦闘用ロボットの姿へと変身する。趣味はサッカー。
戦いの場では機転が利き、特殊武器の応用で度々危機を脱している（原作であるゲームにはない特殊武器の活用によるもの）。サポートメカのラッシュと合体することで飛行能力を有する「スーパーロックマン」になれる（実際の『ロックマン8』では変身できない）。
ロール
ロックマンの妹に当たるロボットの少女。ロックマンと同じく心優しい性格で家庭的。飛行船の操縦もこなす。
Dr.ライト
ロックマンとロールの生みの親。平和を尊く思いつつも、日夜研究に励んでいる。
ラッシュ
ロックマンの犬型サポートメカ。嗅覚に優れバイクやジェット機など地形や環境に適した姿に変形可能。
基本的に犬の鳴き声しか話せないがロックマンたちにはラッシュの言葉が理解できる。
ライトット
ライト博士のお手伝いロボット。語尾や台詞の途中に「ダス」が付く。お調子者で主にギャグ担当。アクアマンが登場した回では、丸腰にも関わらず成り行きでロックマンと共に基地に進入してしまったが、アクアマンに似ていたため敵が勘違いして難を逃れた。
ビート
丸い小鳥型のロボット。ロールと一緒に居ることが多く、人一人抱えて飛べる位の馬力はある模様。
Dr.コサック
ライトの友人で同じく科学者。エネルギー物理学に精通しており、ワイリーに娘のカリンカを捕らえられたため協力を余儀なくされる。一度は未知のエネルギーに魅せられるが、際限なく出力を上げる「悪のエネルギー」に恐怖を覚えた。
カリンカ
コサックの愛娘。コサックの協力を求めるワイリーに捕らわれてしまう。
ブルース
ロックマンの兄に当たる戦闘用ロボット。戦闘の無い状態における姿も存在するが劇中では描かれない。ワイリーが根城とする山脈付近の街に深い思い入れがある。
デューオ
宇宙から飛来した2体のロボットのうち1体。ロックマンやフォルテを遥かに凌駕する力を持ち、ワイリーが持ち去った「悪のエネルギー」を掃滅するべく世界を奔走する。倒すべき悪以外は眼中に無く、そのために少数の犠牲は厭わない。しかしロックマンの身を挺した行動により強硬なやり方を改める。終盤にて、肥大化した「悪のエネルギー」を道連れに舞台から姿を消す。

### ボスキャラクター

#### ワイリー一味
Dr.ワイリー
世界征服の野望に燃えるマッドサイエンティスト。宇宙から飛来したロボットが持っていた「悪のエネルギー」を使い世界征服を企てる。
ライトとは毛色は異なるものの紛れも無い天才科学者。しかし科学者としての実力とは裏腹に、抜けた性格で見栄っ張り且つ捻くれ者、いい加減でギャグタッチの強いどこか憎めない人物。「世界のキラワレ者番付け第1位」、「恋人にしたくない・上司にしたくない男10年連続No.1」という不名誉な記録を持つ。バレンタインデーが大嫌い。
最終決戦では悪のエネルギーを搭載したワイリーマシンに乗り出撃。その戦闘途中で更なる進化を遂げ、ロックマンの攻撃を全て吸収・無効にする反則的な強さを見せた。
フォルテ
ワイリーにより造られた戦闘用ロボット。ロックマンをライバル視している。
負けず嫌いで好戦的、有する戦闘能力もロックマンに匹敵する。物語序盤と中盤においてロックマンと二度交戦するが、突如として現れたデューオに一蹴されてしまう。2度目の戦いで「ロボットとしては自分の方が上だが、作った人間で言うならうちの欲ボケジジイ（ワイリー）よりお前の所（ライト博士）の方が上」と発言したことでワイリーの逆鱗に触れ、危うく処分されそうになった。
ゴスペル
フォルテに付き従う狼型サポートメカ。ラッシュより戦闘能力は上らしい。
グレネードマン
物を爆破して壊すことに快感を覚えるサディスト。原典と異なりオネエ言葉で喋る。最終的には自分が壊れることにも快感を覚えるなど、マゾヒストとしても目覚めた。特殊武器のフラッシュボムを使用する際には、元々が照明弾なためゴーグルが自動的に装着される。
テングマン
高飛車で過剰過ぎる程の自信家。空を飛ぶことに誇りを持ち激情的な一面もある。空中戦を得意としているが、ロックマンとラッシュのコンビネーションに不覚を取り、執念深く食らいつくものの敗北する。物語終盤でキングの手により強化を施されて復活。グリーンデビルを圧倒する。
クラウンマン
無邪気な性格で戦いの中でも子供のような幼さと危うさを持っている。ロックマンに敗れたものの、ロールの介入により破壊されずに改心した。
フロストマン
かなりの巨体で頭はかなり抜けているが常夏の島を冬に変えるほど強力な冷気を操る。熱に弱い弱点を衝かれ敗れ去った。彼の特殊武器であるアイスウェーブは、工夫により2体のボスを撃破するのに貢献している。
アクアマン
水芸を得意とする陽気なボス。武器として使う水は一見ただの水風船に見えるが、実は水圧の塊のため威力は馬鹿にできない。アイスウェーブで体内の水を凍結させられてしまい、半ば自滅に近い形で敗れる。破壊はされておらず、最後のコマでギャグタッチで「ピクピク」と痙攣していた。
サーチマン
1つの体に2つの頭を持つ軍人型ロボット（右が伍長・左が曹長）。それぞれ性格も異なり気苦労が多い良き凸凹コンビ。ロックマンを窮地に追いやるも、その余裕が祟り自分のミサイルで勝機を逃してしまう（戦利品代わりに被ったロックマンのヘルメットにミサイルの照準が合ったことが原因）。後にロックマンたちに回収されライト博士の説得により、平和の士となる。
ソードマン
サルファ文明と呼ばれる未知の遺跡内に眠っていた剣士型ロボット。剣による一対一の決闘を好む。遺跡そのものはワイリーの手により武装化されているが、ソードマン自身はワイリーとは関係の無い遺跡の守り神に位置する。自分を打ち倒したロックマンにサルファの力を与えた後、物言わぬ石像へと還っていった。なお、同型の石像が多数存在する。
アストロマン
ワイリー基地に向かう道中への警備を勤めていたロボット。空と大地が逆転した摩訶不思議な空間を作り出す能力を備える。臆病な性格のためロックマンの反撃を受けると戦意を喪失、何処かへと逃げ去ってしまう。
グリーンデビル
ワイリー基地を護る巨大ロボット。スライム状の体を持ち変幻自在な攻撃が可能。その性質上、少々の攻撃を受けてもすぐに傷を修復できる。決して弱くはなかったのだが、パイレーツマンにリモートマインでコアをあっさりと抜き取られた上、テングマンにそのコアをいたぶられた挙げ句破壊される。

#### キング一味
キング
世界の王を名乗る第三勢力の主。劇中では宣戦布告のみで戦闘は行わない。
パイレーツマン
キングに従うロボットの一体。自在に操作できる機雷を操りグリーンデビルを瞬殺した（厳密にはコアをボディから抜き取った）。

## 書誌情報
- 出月こーじ『ロックマン8』講談社〈講談社コミックスボンボン〉、既刊2巻（1998年5月現在）
  1. 1997年12月初版発行[2]、ISBN 4-06-321826-0
  2. 1998年5月初版発行[3]、ISBN 4-06-321838-4
- 出月こーじ『ロックマン8』ウェッジホールディングス〈BN comics〉、2011年5月初版発行[4]、ISBN 978-4-904293-51-5
- 出月こーじ『新装版 ロックマン8』復刊ドットコム、全2巻
  1. 上巻 2015年11月発売[1]、ISBN 978-4-8354-5278-4
  2. 下巻 2015年12月発売[1]、ISBN 978-4-8354-5287-6